# Oreocereus varicolor
Oreocereus varicolor ist eine Pflanzenart aus der Gattung Oreocereus in der Familie der Kakteengewächse (Cactaceae). Das Artepitheton varicolor leitet sich von den lateinischen Worten varius für ‚verschieden‘ sowie color für ‚Farbe‘ ab und verweist variierenden Dornenfarben. Ein spanischer Trivialname ist „Chastudo“.

## Beschreibung
Oreocereus varicolor wächst strauchig mit von der Basis an verzweigten Trieben und bildet dichte Gruppen. Die säulenförmigen, aufrechten, opak-grünen Triebe sind bis zu 2 Meter lang. Es sind zwölf gerundete Rippen vorhanden. Die darauf befindlichen Areolen sind sehr groß und deutlich voneinander getrennt. Die aus den Areolen entspringenden Dornen sind unterschiedlich gefärbt. Ihre Farbe variiert von weißlich bis rötlich. Die vier kräftigen Mitteldornen sind pfriemlich und bis 4 Zentimeter lang. Die 15 variablen Randdornen sind spreizend.
Die röhrenförmigen Blüten sind rot und 6 Zentimeter lang. Die kugelförmigen Früchte sind grünlich.

## Verbreitung und Systematik
Oreocereus varicolor ist im Norden Chiles und möglicherweise im Süden Perus in Höhenlagen von etwa 3000 Metern verbreitet.
Die Erstbeschreibung erfolgte 1951 durch Curt Backeberg. Nomenklatorische Synonyme sind Morawetzia varicolor (Backeb.) Kníže (1969) und Oreocereus celsianus var. varicolor (Backeb.) Krainz (1967).

## Nachweise